# Wizardry Variants Daphne
『Wizardry Variants Daphne』（ウィザードリィ ヴァリアンツ ダフネ）は、ドリコムにより配信されるスマートフォン用ゲームアプリ。ジャンルは3DダンジョンRPG。2024年10月15日サービス開始。基本プレイ無料（アイテム課金制）。ネット上ではウィズダフネとも呼称される。

## 歴史

### サービス開始前
2020年11月30日、前月に『ウィザードリィ』シリーズの著作権ならびに商標権を取得していたドリコムは、スマートフォン向けの新作『Wizardry VA（仮）』を制作すると発表した。
2022年10月26日、正式タイトルを『Wizardry Variants Daphne』に決定したと発表し、2022年度内のリリースを目指すとした。
2024年8月30日、ドリコムは日本政策投資銀行から5億円の投資を受け、本作のプロジェクト投資資金として充当すると発表した。

### サービス開始後
2024年10月15日、iOS版・Android版ともにサービスを開始した。
リリースから1か月が経過したころは、ユーザーからおおむね高評価を受け、また累計課金高もドリコムの想定以上に推移していた。Sensor Towerのデータによると、リリース1か月間での日本におけるダウンロード数は30万以上、収益は850万ドル（約13億円）以上を記録しており、好スタートを切ったと分析されている。しかしその一方で、不具合が相次いでいることをユーザーから問題視されていため、11月16日に金山ディレクターは開発・運用体制の大幅な増強や不具合対応・カスタマーサポートの促進を行うと宣言し、予定されていた新施策や新機能の実装時期を見直すとした。
2025年2月6日、全世界合計で100万ダウンロードを突破したと発表された。
2025年3月6日、Steam版をリリース。
2025年7月24日、200万ダウンロードを突破。

## 開発
ドリコムの執行役員である金山圭輔は、ニュースサイト「GameBiz」とのインタビューの中で、単純に3DダンジョンRPGを作ること考えていたところが発起点だとしており、「スマートフォンでもスリリングな冒険を楽しめるゲームを実現する方法を模索する中で『ウィザードリィ』との共通点を見出していった結果、同作を題材とした3DダンジョンRPGを創ろうと考えた」と話している。
同じく金山は、2025年3月6日に公開された「4Gamer.net」のインタビューで、リリース直後に不具合が相次いだ原因を、開発チームだけで運用をも担っていたことによる人手不足としている。毎日の不具合修正と問い合わせ対応に追われた開発メンバーは、新規コンテンツの制作に着手できず、また忙しさのあまり新規の不具合を見落としてしまうという、悪循環の中にあった。その後、メンバーの人数を2倍から2.5倍に増員し、開発チームと運用チームに分割することで、それぞれの担当業務に専念できる体制が構築された。

## ユーザー層
ユーザーは圧倒的に男性が多く、年齢層は40代が中心で，その次に30代と50代が同程度である。また、スマートフォン版では、2 - 3割が日本国外のユーザーであった。
ドリコムは従来マルチプレイ要素のあるゲームを手掛けてきたので、本作にも導入を予定していたが、ユーザーの反応を見ると、想像以上にシングルプレイ志向が強いことが判明した。そこで、他ユーザーと直接対戦できる闘技場のようなコンテンツの制作を停止し、「古城跡」イベントで比較的好評だった「特定区間探索状況優秀者」ランキングのように、何らかの形で記録を競うようなものを中心にしたいと表明している。

## ゲーム内容
プレイヤーは、主人公も含めて前衛3人・後衛3人の6人パーティを編成し、迷宮の探索を行う。ただし当ゲームにキャラクターメイキング要素はなく、主人公が「逆転の右手」によって冒険者の遺骸を蘇生させる形式をとった、いわゆるガチャによって仲間キャラクターを増やしていく。

### 種族
人間 (Human)
大陸でもっとも人口の多い種族。平均的な能力を有し、様々な職業で活躍できる。
エルフ (Elf)
山岳部の森深くに住まう、長命な種族。高い知性を持つが、他種族に比べると肉体は華奢である。
ドワーフ (Dwarf)
小柄で毛深く、筋肉質な肉体の種族。鈍重だが手先は器用で、優秀な鍛冶師を多く輩出している。
獣人 (Beastfolk)
獣耳と尻尾を備えた種族。身軽で俊敏だが、頭を使うことはやや苦手とする。
比較的人口が少なく、他種族からの差別の対象となっていた過去がある。

### 職業
放浪者 (Wanderer)
主人公の初期職業。他のキャラクターが就くことはできない。
戦士ほどではないが、前衛で戦えるだけの実力がある。
戦士 (Fighter)
様々な武器と防具を装備でき、攻撃に長けた前衛職。
騎士 (Knight)
防御力が高く、仲間を守ることに優れた前衛職。
盗賊 (Thief)
戦闘においては敵の先手を取り、攪乱することを得意とする。
また、迷宮や宝箱に仕掛けられた罠を発見し、解除できるため探索には欠かせない。
僧侶 (Priest)
仲間の回復や能力強化を担う支援職。状態異常も治癒できる。
魔術師 (Mage)
呪文で敵を攻撃できる後衛職。肉体的には脆弱である。
忍者 (Ninja)
2025年1月30日のVer.1.3.0アップデートで実装。
極東の一族に伝わる、諜報や暗殺に通じた職業。前衛も後衛もこなせる。
侍 (Samurai)
2025年7月10日のアップデートで実装。
東方に伝わる、独自の剣術を修めた職業。刀に魔力を込めて振るい、攻守に応じて構えを切り替えながら戦う。

## ストーリー
かつて、人々を苦しめた異形の群れは、地の底の「奈落」へと封じられた。
それでも異形が滅びることはなく、100年に一度、奈落が開く時が訪れる。その度に、奈落を再封印する力を継承してきた王家が対処にあたり、地上の安寧を保ってきた。
しかし現在、奈落に踏み入った国王が行方不明となったことで、封印の望みもまた失われ、人々の心に恐怖が忍び寄りつつあった。
奈落を攻略して国王を救出するため、王国騎士団は戦力となる冒険者を募る。

## 登場人物
仮面の冒険者
本作の主人公。プレイヤーが設定する名前もあるが、常に素顔を隠しているため「仮面の冒険者」として知られている。
過去の記憶を持たないまま、奈落の中で目覚めて地上へ出てきた。生きているのに屍人のような容貌であり、襲ってきたごろつきを返り討ちにして奪った仮面を着用している。
触れたものの時間を戻して、ガラクタを新品に変えたり、骨から死者を蘇らせたりできる逆転の右手を有するが、その原理には謎が多い。
ルルナーデ (Lulunarde)
声：水瀬いのり
主人公が奈落で出会った、幽霊の少女。他の人物には姿が見えず、声も聞こえない。
結構な毒舌家だが、記憶喪失の主人公をいろいろと導いてくれる。彼女自身、なぜ奈落に幽閉されていたのかは思い出せない。
プルグリット (Plugritte)
声：石川由依
王国の王女。政治経験が皆無にもかかわらず、父王が行方不明となったことで、否応なく表舞台に立たざるを得ず、戸惑っている。
ディランハルト (Dylanhardt)
声：小林親弘
王国騎士団の団長。家柄・実力ともに優れており、さらに謙虚な人柄のため周囲からの信任が篤い。やや頑固なところもあるが、良くも悪くも軍人らしい人物。
エルモン (Elmon)
声：こおろぎさとみ
王国騎士団に所属するエルフ。幼い外見ながらも、数百年を生きてきた歴戦の猛者。
ヴェルナン (Vernant)
声：細谷佳正
王国騎士団の部隊長。諜報や策略に長けており、騎士団では異端の存在だが、確かな実力ゆえに一目置かれている。
ピカレル
声：榎木淳弥
港町グランドレギオンを治めるアヴァーレ提督に仕える青年。常ににこやかな態度を崩さない策士。
ロワフォンデ
声：土師孝也
教会の頂点に立つ教皇。奈落を封印するのではなく、完全に滅ぼす構想を打ち出し、支持を広げつつある。
シャグティス
声：子安武人
教会に所属する、無慈悲な執行官。